# Mihael Omerza
Mihael Omerza (* 28. September 1679 in Kamnik; † 23. April 1742 in Ig) war ein slowenischer Komponist.
Omerza wirkte von 1706 bis 1715 als Domvikar in Ljubljana und danach bis zu seinem Tode als Pfarrer in Ig. Von seinen Kompositionen sind fünf Oratorien erhalten. Alle anderen Werke gelten als verschollen.

## Werke
- Diva Magdalena poenitens
- Pastor bonus
- Mater dolorosa
- Christus bajulans crucem
- David deprecans pro populo

## Quelle
- Alfred Baumgartner: "Propyläen Welt der Musik: die Komponisten", Band 4, Berlin, Frankfurt 1989, ISBN 354907834X, S. 200.

| Personendaten    | Personendaten          |
| ---------------- | ---------------------- |
| NAME             | Omerza, Mihael         |
| KURZBESCHREIBUNG | slowenischer Komponist |
| GEBURTSDATUM     | 28. September 1679     |
| GEBURTSORT       | Kamnik                 |
| STERBEDATUM      | 23. April 1742         |
| STERBEORT        | Ig (Slowenien)         |